# Fredede bygninger i Jammerbugt Kommune
Denne liste over fredede bygninger i Jammerbugt Kommune viser alle fredede bygninger i Jammerbugt Kommune, bortset fra kirker. Listen bygger på data fra Kulturarvsstyrelsen.
| Sagsnavn                     | Komplekstype            | Opførelsesår | Adresse                               | Koordinater                                 | Fredningsår (1. fredning) | ID (Link til Kulturarv.dk) | Billede     |
| ---------------------------- | ----------------------- | ------------ | ------------------------------------- | ------------------------------------------- | ------------------------- | -------------------------- | ----------- |
| Birkelse                     |                         | 1850         | Kammerherrensvej 62A, 9440 Aabybro    | 57°08′59″N 9°42′12″Ø / 57.14970°N 9.70328°Ø |                           | 849-18566-1                | Upload foto |
| Birkelse                     |                         | 1850         | Kammerherrensvej 62B, 9440 Aabybro    | 57°08′59″N 9°42′13″Ø / 57.14961°N 9.70366°Ø |                           | 849-18566-2                | Upload foto |
| Birkelse                     |                         | 1850         | Kammerherrensvej 62C, 9440 Aabybro    | 57°08′59″N 9°42′15″Ø / 57.14970°N 9.70423°Ø |                           | 849-18566-5                | Upload foto |
| Birkelse                     |                         | 1850         | Kammerherrensvej 62D, 9440 Aabybro    | 57°09′01″N 9°42′16″Ø / 57.15015°N 9.70452°Ø |                           | 849-18566-7                | Upload foto |
| Birkelse                     |                         | 1850         | Kammerherrensvej 62, 9440 Aabybro     | 57°09′02″N 9°42′24″Ø / 57.15045°N 9.70672°Ø |                           | 849-18566-3                | Upload foto |
| Birkelse                     |                         | 1850         | Kammerherrensvej 62, 9440 Aabybro     | 57°09′02″N 9°42′24″Ø / 57.15045°N 9.70672°Ø |                           | 849-18566-4                | Upload foto |
| Birkelse                     |                         | 1850         | Kammerherrensvej 62, 9440 Aabybro     | 57°09′02″N 9°42′24″Ø / 57.15045°N 9.70672°Ø |                           | 849-18566-6                | Upload foto |
| Birkelse                     |                         | 1850         | Kammerherrensvej 62, 9440 Aabybro     | 57°09′02″N 9°42′24″Ø / 57.15045°N 9.70672°Ø |                           | 849-18566-8                | Upload foto |
| Birkelse                     |                         | 1850         | Kammerherrensvej 62, 9440 Aabybro     | 57°09′02″N 9°42′24″Ø / 57.15045°N 9.70672°Ø |                           | 849-18566-9                | Upload foto |
| Birkelse                     |                         | 1850         | Kammerherrensvej 62, 9440 Aabybro     | 57°09′02″N 9°42′24″Ø / 57.15045°N 9.70672°Ø |                           | 849-18566-10               | Upload foto |
| Birkelse                     |                         | 1850         | Kammerherrensvej 62, 9440 Aabybro     | 57°09′02″N 9°42′24″Ø / 57.15045°N 9.70672°Ø |                           | 849-18566-11               | Upload foto |
| Bjørnkær                     |                         | 1502         | Nymarksvej 108A, 9440 Aabybro         | 57°08′22″N 9°49′27″Ø / 57.13943°N 9.82413°Ø |                           | 849-27875-1                | Upload foto |
| Bratskov                     |                         | 1550         | Fredensdal 6, 9460 Brovst             | 57°06′07″N 9°31′07″Ø / 57.10182°N 9.51866°Ø |                           | 849-63376-1                | Upload foto |
| Bratskov                     |                         | 1740         | Fredensdal 6, 9460 Brovst             | 57°06′07″N 9°31′07″Ø / 57.10182°N 9.51866°Ø |                           | 849-63376-2                | Upload foto |
| Bratskov                     |                         | 1820         | Fredensdal 8, 9460 Brovst             | 57°06′06″N 9°31′09″Ø / 57.10171°N 9.51905°Ø |                           | 849-63376-3                | Upload foto |
| Grønnestrand Vindmølle       | Vindmølle               | 1886         | Grønnestrandsvej 0, 9690 Fjerritslev  | 57°08′27″N 9°16′58″Ø / 57.14074°N 9.28282°Ø |                           | 849--1--1                  | Upload foto |
| Kancelligården               |                         | 1777         | Strandvejen 4A, 9492 Blokhus          | 57°15′10″N 9°35′03″Ø / 57.25274°N 9.58414°Ø |                           | 849-79691-1                | Upload foto |
| Klim Kalkværk                |                         | 1943         | Klim Strandvej 68, 9690 Fjerritslev   | 57°06′13″N 9°10′11″Ø / 57.10373°N 9.16977°Ø |                           | 849-69164-1                | Upload foto |
| Kokkedal                     |                         | 1570         | Kokkedalsvej 17, 9460 Brovst          | 57°03′52″N 9°28′47″Ø / 57.06442°N 9.47966°Ø |                           | 849-64244-1                | Upload foto |
| Oxholm                       |                         | 1160         | Vestre Skovvej 1A, 9460 Brovst        | 57°03′47″N 9°34′26″Ø / 57.06315°N 9.57385°Ø |                           | 849-65147-2                | Upload foto |
| Oxholm                       |                         | 1160         | Vestre Skovvej 1, 9460 Brovst         | 57°03′47″N 9°34′24″Ø / 57.06299°N 9.57322°Ø |                           | 849-65147-1                | Upload foto |
| Præstegårdsladen i Østerby   |                         | 1880         | Østerbyvej 1, 9460 Brovst             | 57°03′26″N 9°36′32″Ø / 57.05734°N 9.60898°Ø |                           | 849-66121-4                | Upload foto |
| Sandagervej 49               |                         | 1909         | Sandagervej 49, 9690 Fjerritslev      | 57°05′20″N 9°16′31″Ø / 57.08891°N 9.27519°Ø |                           | 849-70352-1                | Upload foto |
| Sandagervej 52               |                         |              | Sandagervej 52, 9690 Fjerritslev      | 57°05′18″N 9°16′30″Ø / 57.08830°N 9.27504°Ø |                           | 849-70351-1                | Upload foto |
| Slettestrand Redningsstation | Redningsstationsbygning |              | Slettestrandvej 158, 9690 Fjerritslev | 57°09′17″N 9°21′58″Ø / 57.15472°N 9.36605°Ø |                           | 849-70054-1                | Upload foto |
| Strandingskroen              |                         | 1844         | Høkervej 2, 9492 Blokhus              | 57°15′07″N 9°34′59″Ø / 57.25187°N 9.58296°Ø |                           | 849-78574-1                | Upload foto |
| Strandingskroen              |                         | 1766         | Høkervej 2, 9492 Blokhus              | 57°15′07″N 9°34′59″Ø / 57.25187°N 9.58296°Ø |                           | 849-78574-2                | Upload foto |
| Strandingskroen              |                         | 1934         | Høkervej 2, 9492 Blokhus              | 57°15′07″N 9°34′59″Ø / 57.25187°N 9.58296°Ø |                           | 849-78574-3                | Upload foto |
| Svinkløvvej 547              |                         | 1917         | Svinkløvvej 547, 9690 Fjerritslev     | 57°09′01″N 9°19′31″Ø / 57.15024°N 9.32517°Ø |                           | 849-64338-44               | Upload foto |